# Saint-Gédéon
Saint-Gédéon es un municipio canadiense situado en la provincia de Quebec.

## Superficie
Saint-Gédéon tiene una superficie de 63,38 km².

## Demografía
En 2021, tenía 2177 habitantes, una densidad poblacional de 34,3 hab./km², y 1219 viviendas.